# Randolph Burton
Randolph Burton (ur. 14 stycznia 1987) – piłkarz z Antigui i Barbudy występujący na pozycji napastnika, obecnie zawodnik Antigua Barracuda.

## Kariera klubowa
Burton rozpoczynał karierę piłkarską w zespole Bassa SC z siedzibą w mieście All Saints. Jej barwy reprezentował przez siedem lat; pierwsze mistrzostwo Antigui i Barbudy wywalczył w sezonie 2004/2005. Drugi tytuł mistrzowski zdobył w rozgrywkach 2006/2007, natomiast trzecie i czwarte mistrzostwo osiągnął odpowiednio w sezonach 2007/2008 i 2009/2010. Dwukrotnie triumfował również w krajowym pucharze, trzy razy brał udział w CFU Club Championship. W 2011 roku został zawodnikiem Antigua Barracuda FC, występującego w trzeciej lidze amerykańskiej – USL Pro. Zadebiutował w nim 21 kwietnia w przegranym 0:1 meczu z Sevilla FC Puerto Rico, natomiast pierwszego gola strzelił 4 czerwca w przegranej 1:2 konfrontacji z Rochester Rhinos.

## Kariera reprezentacyjna
W seniorskiej reprezentacji Antigui i Barbudy Burton zadebiutował 13 stycznia 2008 w przegranym 2:3 meczu towarzyskim z Barbadosem, natomiast dwie pierwsze bramki strzelił 18 maja tego samego roku w wygranym 6:1 sparingu z Saint Lucia. Wziął udział w dwóch meczach w ramach eliminacji do Mistrzostw Świata 2010, na które jego drużyna nie zdołała się jednak zakwalifikować. Z takim samym skutkiem zakończyły się dla piłkarzy Antigui i Barbudy eliminacji do Mistrzostw Świata 2014, podczas których Burton wpisał się na listę strzelców czterokrotnie – po dwa razy w konfrontacjach z Wyspami Dziewiczymi Stanów Zjednoczonych, wygranych odpowiednio 8:1 i 10:0.